# Vatovia
Vatovia Caporiacco, 1940 è un genere di ragni appartenente alla famiglia Salticidae.

## Distribuzione
L'unica specie oggi nota di questo genere è un endemismo dell'Etiopia.

## Tassonomia
A dicembre 2010, si compone di una sola specie:
- Vatovia albosignata Caporiacco, 1940[2] — Etiopia